# 魏老河水库
魏老河水库是中国安徽省合肥市长丰县境内的一座水库，位于淮河流域瓦埠湖水系，建于1976年。水库正常库容为682万立方米，集雨面积为47平方千米，海拔为47.5米。